# Jacob van Lennep
Jacob van Lennep (Amszterdam, 1802. március 24. – Oosterbeek, 1868. október 25.) holland költő és író. 

## Pályája
Hosszabb ideig bíró volt Amszterdamban, majd a költészettel kezdett foglalkozni és Hollandiában a romantikus irány képviselője volt. Sikerült költői elbeszéléseket írt (Nederlandsche Legenden), továbbá számos történeti regényt (De pleegroon, De roos van Dekama stb.) és végül több mint 310 színművet, melyek közül néhány vígjátéka zajos sikert aratott. Fordított Shakespeare-től is. Összes művei Romantikus művek (23 kötet) és Költői művek (13 kötet) cím alatt jelentek meg holland nyelven.